# テ・ウレウェラ国立公園
テ・ウレウェラ国立公園（テ・ウレウェラこくりつこうえん、英: Te Urewera National Park）は、かつてニュージーランド北島東部、ホークス・ベイ地方に存在した国立公園。1954年に創立され、新たに法的人格が認められテ・ウレウェラという名称の保護地域に置き換えられたことに伴い、2014年に廃止された。面積は約2,127平方キロメートル。北島にあった4つの国立公園の中で最も大きく、最も隔絶された熱帯雨林であった。

## 概要

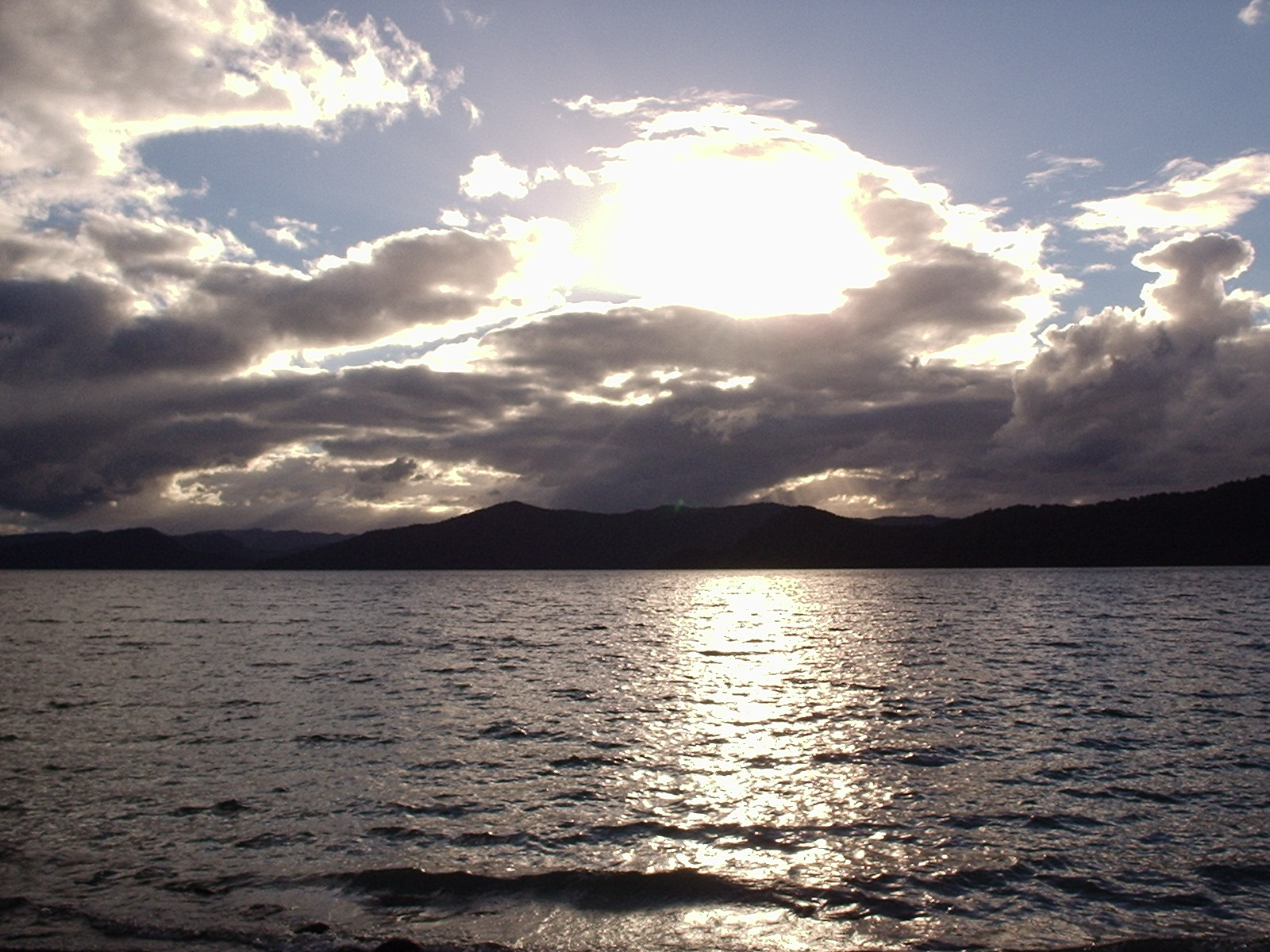
ワイカレモアナ湖の日没

ホークス・ベイ地方北東部に位置し、最寄の町であるワイロアからは、国道38号線を利用して、公園の南部に位置し、公園内最大の湖であるワイカレモアナ湖（面積54平方キロメートル）にアクセスすることが可能である。ただ、国立公園内にアクセスできる道路がこの38号線に限られていることから、国立公園内のほとんどが手付かずの自然に近い状態で保全されている。
ワイカレモアナ湖の北東4キロメートルのところには、それよりも小さい湖であるワイカレイチ湖があり、ワイカレイチ湖の水は、アニワニワ滝やモカウ滝を経由して、ワイカレモアナ湖に注ぐ。

## 歴史
テ・ウレウェラ国立公園一帯が現在の状態を形成するようになったのは、1000万年前から1500万年前のことと考えられている。地質学的には、泥岩、シルト、砂岩で構成されている。かつては、海底であったが2000万年前に隆起し、その後の侵食で複数の渓谷が形成されたと考えられている。
地理的に隔絶されていることから、19世紀の英国による植民地化では、最後に領有権が主張された地域の1つであった。
1954年7月、ワイカレモアナ湖、ワイカレイティ湖、その他の国立保護区の流域が国立公園として公示され、1957年11月には国有地約1,350平方キロメートルが追加された。湖底とマオリの人々の居留地は、国立公園に含まれなかった。湖底は国がマオリの権利者から賃借しており、ニュージーランド環境保全省が管理を行っていた。
2013年3月、トゥホエの人々が和解証書に署名し、ワイタンギ審判所で行われていた部族による請求が終結した。和解により、トゥホエの人々は1億7000万ニュージーランドドルを受け取り、テ・ウレウェラに対するより大きな監督権を与えられた。テ・ウレウェラ国立公園は、2014年テ・ウレウェラ法により国立公園ではなくなり、世界で初めて人と同じ法的権利が認められた天然資源、テ・ウレウェラとなった。

## 名称
テ・ウレウェラ国立公園の一帯は、古くからトゥホエの人々が居住していた地域であった。テ・ウレウェラという名前はマオリ語で「焦げたペニス」を意味し、地元の伝説に由来する。

## 生態系

### 植物相
テ・ウレウェラ国立公園内には、650種類以上の植物が生息している。公園の南部はブナが中心であり、北部は、リムノキとベイルシュミーディア・タワが中心である。

### 動物相
テ・ウレウェラ国立公園は、南部の一部を除き、森林内へのアクセスが非常に難しいため、野鳥の楽園となっている。北島で絶滅が危惧されるキタジマキーウィ、ハシブトホオダレムクドリ（マオリ語でKōkako）、カカ、ニュージーランドハヤブサ、アオヤマガモが生息している。特に、公園の北部は、ニュージーランド最大のハシブトホオダレムクドリの生息地となっている。ただし、国立公園内には、ニュージーランドクイナは生息していない。

## アクティビティ
トレッキング（ニュージーランド英語でトランピング）をテ・ウレウェラ国立公園でも楽しむことができる。行程46キロメートルのワイカレモアナ湖グレート・ウォークは、ニュージーランド・グレート・ウォークスの1つである。それ以外には、往復の所要時間約2時間のワイカレイチ湖ウォーク（Lake Waikareiti Walk）や所要時間の短い複数のトレッキングルートがワイカレモアナ湖周辺にある。
それ以外のアクティビティは、ワイカレモアナ湖を利用したアクティビティで、釣りやカヤックを楽しむことができる。また、免許制であるが、狩猟も行われている。